# Marie Marguerite Françoise Hébert
Marie Marguerite Françoise Hébert, nacida Goupil (enero de 1756-13 de abril de 1794), fue la esposa del revolucionario Jacques-René Hébert.

## Biografía
Marie fue hija de Jacques Goupil, comerciante de lencería, y de Marie-Louise Morel (muerta el 16 de julio de 1781), quien logró tener éxito en el negocio de su marido tras enviudar. Educada en el convento de la Concepción (rue Saint-Honoré), Marie tomó los hábitos bajo el nombre de "hermana de la Providencia", abandonando el convento posteriormente tras la supresión de los votos monásticos. Simpatizante de la Revolución, se convirtió en miembro de la Sociedad fraternal de patriotas de uno y otro sexo, la cual celebraba sus reuniones en el convento de los Jacobinos, siendo allí donde Marie conoció a Hébert. Ambos contrajeron matrimonio el 7 de febrero de 1792 y tuvieron una hija, Scipion-Virginia Hébert (7 de febrero de 1793-11 de julio de 1830).
Marie murió ejecutada en la guillotina el 13 de abril de 1794, mismo día en que también fue ejecutada Lucile Desmoulins.
Tras la muerte de sus padres, Scipion-Virginia fue criada por un impresor, Jacques Christophe Marquet. Contrajo matrimonio el 9 de diciembre de 1809 con un pastor reformado, Frédéric Léon Louis (20 de agosto de 1784-1 de junio de 1856), con quien tuvo seis hijos.